# Pommes à la grivette

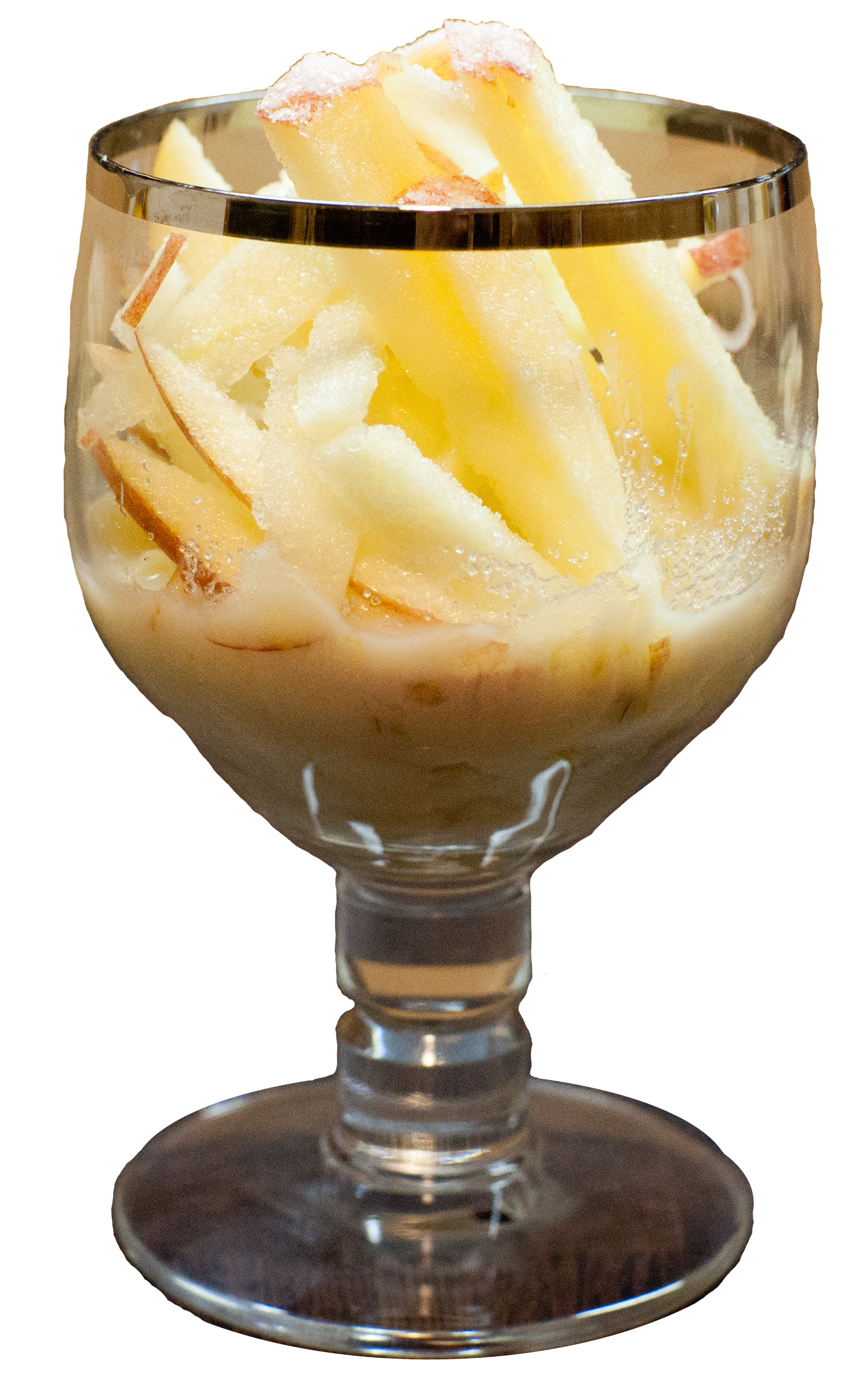

Les pommes à la grivette sont une spécialité culinaire de Normandie.

## Caractéristiques
Il s’agit d’un dessert consistant en pommes râpées puis mouillées de lait caillé, garnies de sucre et arrosées de calvados.